# Plan Czteroletni (III Rzesza)

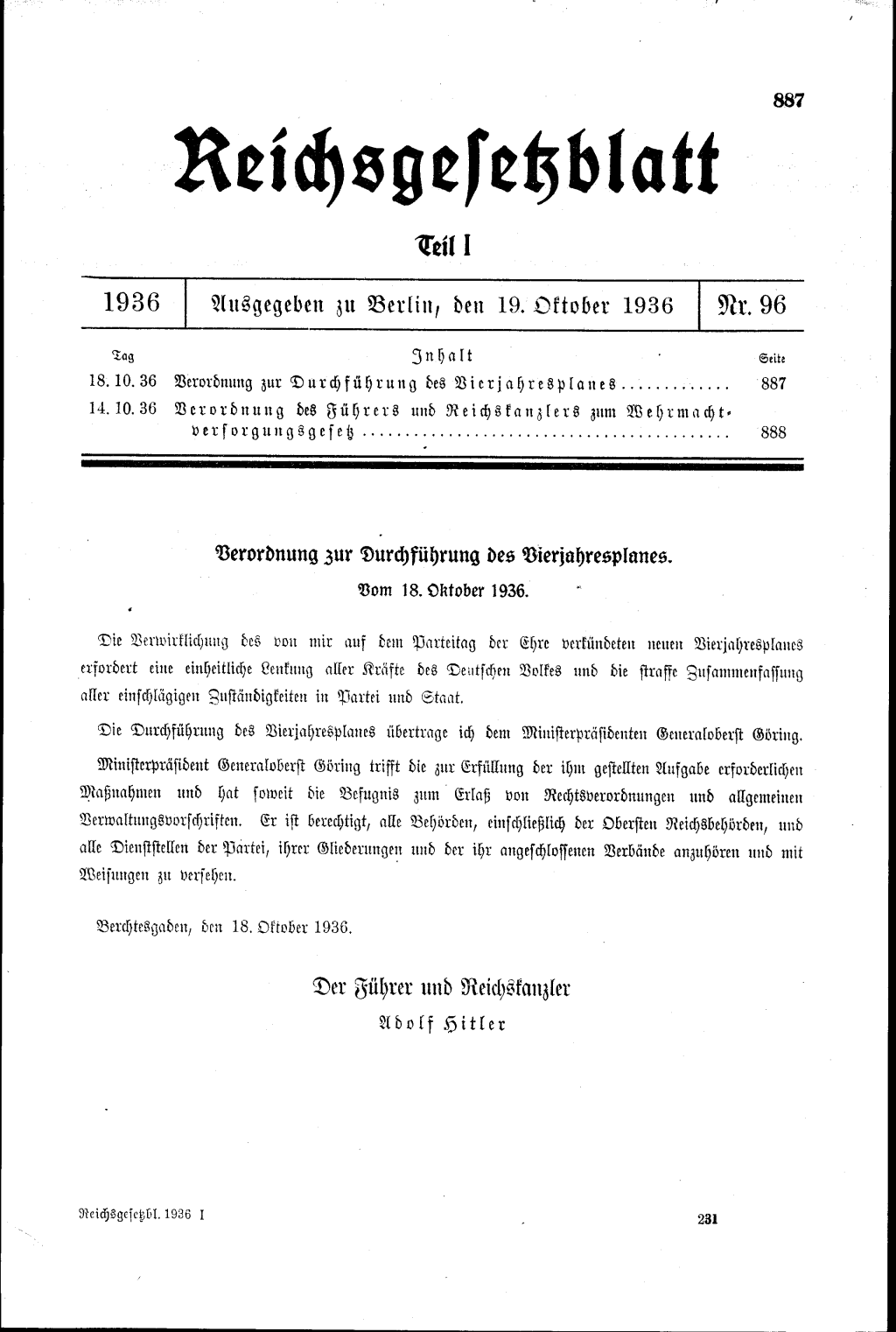
Reichsgesetzblatt z 19 października 1936 ogłaszający Plan 4-letni

Plan Czteroletni (niem. Vierjahresplan) – plan rozwoju gospodarczego i związanej z nim serii reform gospodarczo-ekonomicznych realizowany przez partię nazistowską w Niemczech w latach 1936-1940.

## Plan społeczny
Jego głównymi założeniami były redukcja bezrobocia, rozwój przemysłu chemicznego, w tym produkcja włókien syntetycznych i syntetycznej benzyny, szeroki program robót publicznych, pobudzenie przemysłu samochodowego i budownictwa autostrad. Ponadto przewidywano rozwój sił zbrojnych poprzez zwiększenie liczebności armii i rozwój nowych rodzajów broni, które zostały Niemcom zabronione po ich klęsce w I wojnie światowej.
18 października 1936 Hermann Göring został odpowiedzialnym za realizację całego projektu.

## Plan zbrojeniowy
Po prawie czterech latach narodowosocjalistycznej gospodarki zbrojeniowej uległy wyczerpaniu rezerwy surowcowe i żywnościowe. Handel zagraniczny zamarł ze względu na trudności eksportowe. Ustał dopływ dewiz z eksportu. Bez dopływu surowców nie były możliwe dalsze zbrojenia w zakresie żądanym przez Hitlera. Wobec tego Hitler na zjeździe partyjnym w roku 1936 ogłosił wprowadzenie planu czteroletniego pod hasłem poprawy standardu życiowego narodu niemieckiego oraz jako obrona przed bolszewickim zagrożeniem. W związku z ukierunkowaniem wszelkich sił na zbrojenia wymagano od narodu czasowej rezygnacji z artykułów konsumpcyjnych. Wyrzeczenia wymagane przez Hitlera były ceną za skuteczne zwalczanie bezrobocia.
Prezes Banku Rzeszy i minister gospodarki Hjalmar Schacht był sceptycznie nastawiony do dalszego rozszerzania zbrojeń i uważał, że możliwości gospodarki Niemiec zostały wyczerpane i dalszy rozwój widział przez włączenie Niemiec do systemu handlu światowego i rezygnacji z koncepcji samowystarczalności gospodarczej.
Do realizacji planu 4-letniego powołano osobny urząd kierowany przez pełnomocnika, naczelnego dowódcę lotnictwa Hermanna Göringa, wyposażonego w daleko idące pełnomocnictwa. W ten sposób siły zbrojne uzyskały znaczący wpływ na gospodarkę Niemiec. Hitler postawił następujące zadania:
- niemiecka armia musi w ciągu 4 lat osiągnąć stan gotowości bojowej,
- niemiecka gospodarka musi być w ciągu 4 lat gotowa do wojny.

Dozbrojenie sił zbrojnych miało umożliwić lokalne działania wojskowe celem pozyskania zdobyczy terytorialnych. 
Tajne zapiski Hitlera o kluczowych zagadnieniach planu 4-letniego przewidywały zwiększenie wydobycia rud żelaza bez względu na zawartość żelaza oraz dla pozyskiwania surowców i materiałów zastępczych (Ersatzstoff) pomijanie zagadnienia rentowności, co wywołało poważny konflikt z przemysłem hutniczym i ministrem gospodarki Schachtem. Hitler naturalnie nie uwzględniał tych zastrzeżeń, co w listopadzie 1937 doprowadziło do dymisji Schachta.